# Nueva Zelanda en la Copa de las Naciones de la OFC 2004
La selección de fútbol de Nueva Zelanda realizó un digno papel en la Copa de las Naciones de la OFC 2004 disputada en Australia. Consiguió un tercer puesto en la Fase 1, por lo que no pudo llegar a la final. Muchos jugadores neozelandeses se quejaron que Australia dejó que Islas Salomón empatara 2:2 e impidiera que Nueva Zelanda disputara la final con Australia, ya que Islas Salomón poseía un nivel futbolístico más bajo.
La selección neozelandesa venció 3 partidos y cayó en 2 ocasiones. Hizo 17 goles y recibió solamente 5. El trágico partido fue frente a Vanuatu, Nueva Zelanda perdió 4:2 frente a la selección de Vanuatu que ganó solo ese partido en toda la competición quedando último en la tabla de posiciones. Este sorpresivo resultado evitó que Nueva Zelanda llegara a la final.

## Participación

### Primera fase
| Equipo        | Pts | PJ | PG | PE | PP | GF | GC |
| ------------- | --- | -- | -- | -- | -- | -- | -- |
| Australia     | 13  | 5  | 4  | 1  | 0  | 21 | 3  |
| Islas Salomón | 10  | 5  | 3  | 1  | 1  | 9  | 6  |
| Nueva Zelanda | 9   | 5  | 3  | 0  | 2  | 17 | 5  |
| Fiyi          | 4   | 5  | 1  | 1  | 3  | 3  | 10 |
| Tahití        | 4   | 5  | 1  | 1  | 3  | 2  | 24 |
| Vanuatu       | 3   | 5  | 1  | 0  | 4  | 5  | 9  |

| Fecha              | Lugar    |               |                           | Resultado  |                                |               |
| ------------------ | -------- | ------------- | ------------------------- | ---------- | ------------------------------ | ------------- |
| 29 de mayo de 2004 | Adelaida | Australia     | Bandera de Australia.     | 1:0 (1:0)  | Bandera de Nueva Zelanda.      | Nueva Zelanda |
| 31 de mayo de 2004 | Adelaida | Nueva Zelanda | Bandera de Nueva Zelanda. | 3:0 (1:0)  |                                | Islas Salomón |
| 2 de junio de 2004 | Adelaida | Nueva Zelanda | Bandera de Nueva Zelanda. | 2:4 (0:1)  |                                | Vanuatu       |
| 4 de junio de 2004 | Adelaida | Nueva Zelanda | Bandera de Nueva Zelanda. | 10:0 (5:0) | Bandera de Polinesia Francesa. | Tahití        |
| 6 de junio de 2004 | Adelaida | Fiyi          | Bandera de Fiji.          | 0:2 (0:1)  | Bandera de Nueva Zelanda.      | Nueva Zelanda |

| Predecesor: Nueva Zelanda 2002 | Nueva Zelanda en la Copa de las Naciones de la OFC Australia 2004 | Sucesor: 2008 |

- Datos: Q6046746